# آدرنورفین
آدرنورفین (به انگلیسی: Adrenorphin) با فرمول شیمیایی C44H69N15O9S یک ترکیب شیمیایی با شناسه پاب‌کم 192835 است. که جرم مولی آن ۹۸۴٫۱۸ گرم بر مول می‌باشد. 